# 歐隆克
歐隆克（俄語：Олонхо́, 雅庫特語：Олоҥхо，英語：Olonkho），指的是整個雅庫特族的史詩傳統，是最古老的突厥史詩藝術形式，見於薩哈共和國，歐隆克包羅萬象的內容可說是薩哈人的歷史百科全書。

## 形式
詩歌的長度從10-15行到20,000行不等，最長的共計50,000行，由歐隆克歌手和說書人表演，分為兩個部分：詩歌交替以及敘事。 

## 表演者

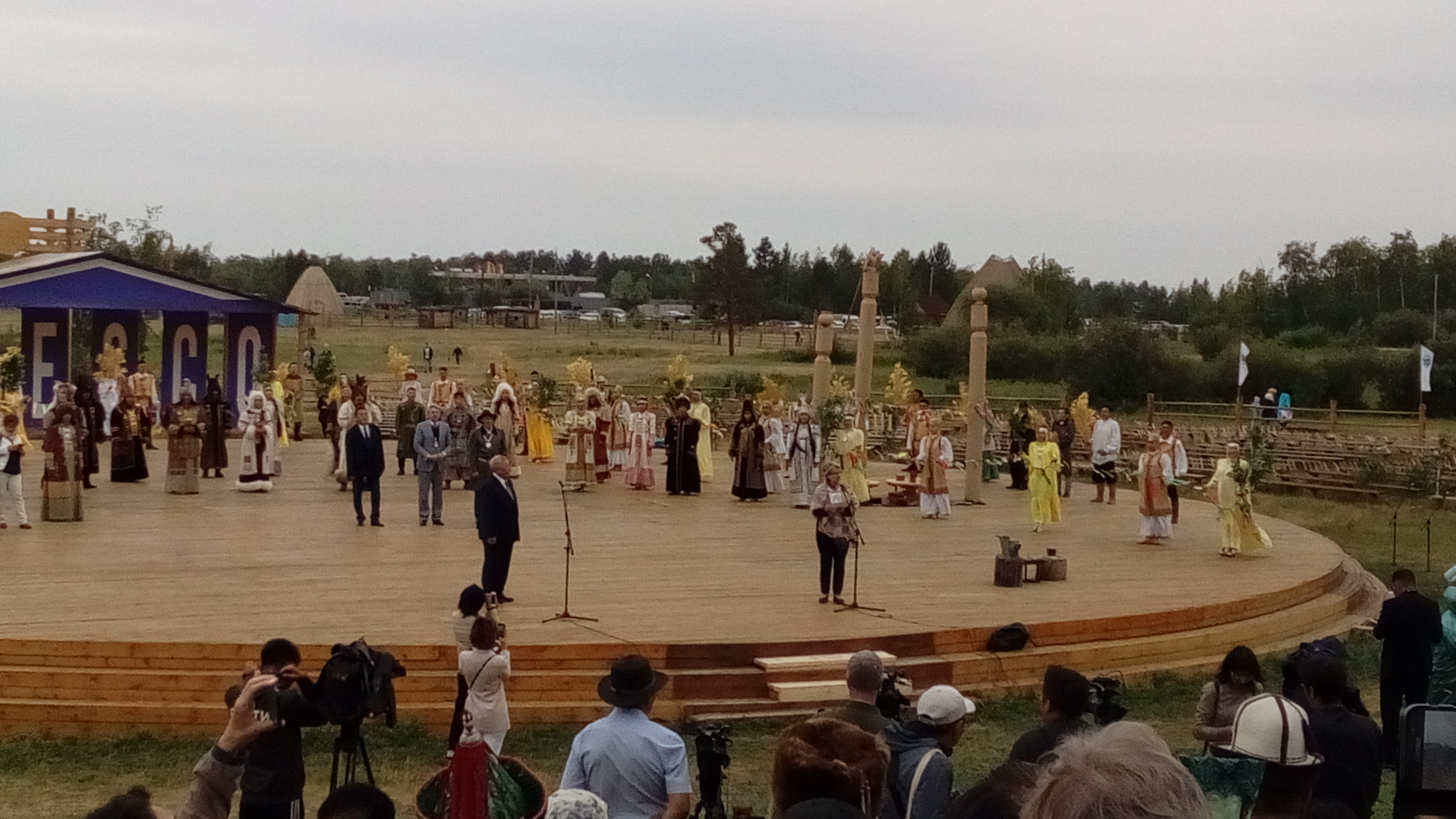
歐隆克表演

每個社區都有他們自己的講述人，這些人都掌握豐富的作品，從而使得歐隆克在流傳時形成各種版本。這一傳統以家庭為載體得以發展，它是人們在家中度過漫漫冬日時最佳的消遣。用歌唱的方式講演，用快速的節奏作精煉的描述——吟誦者必須既是好演員，又是才華橫溢的歌手、雄辯的大師和即興創作的天才。

### 雅庫特文學之父
Platon Alexeevich Oyunsky(常被簡稱為P.A.Oyunsky)，1893年出生於雅庫特的窮困農家，是一個傑出的歐隆克表演者，被稱為雅庫特文學之父。

## 內容
這種敘事詩具有教育的功能，描述雅庫特人的信仰、薩滿教、風土人情，並且給予闡釋；也講述生活的道理、古代勇士的傳說和功績，這些傳說與薩滿教的傳說有極深的淵源。詩歌反映了奴隸社會瓦解的時代，對神、靈、妖魔以及各種獸類和鳥類等進行了生動的描繪。還反映弱小民族在政治高壓、惡劣的氣候條件和自然環境下掙扎生存的社會經濟生活方式。

## 作品
〈Nyurgun Bootur-the-Rapid〉是Platon Alexeevich Oyunsky的作品，裡面包含九首歌曲，主要是在講述Ai-ii bukhatyrs和獨眼巨人打鬥的精彩過程。最長的歐隆克是由P.L.Oyunsky完成的〈Nyurgun Bootur-the-Rapid〉，總共花了一個多禮拜才講完超過兩萬行的句子。
薩哈的神話故事裡分為三個世界，分別是上、中、下。上面的世界居住著神，中間的世界有著人類和靈魂，而下面的世界則是居住著怪獸，常為人類世界帶來浩劫。其中，最重要的靈魂存在於中間的世界，祂是Aan Alakhchyn Khotun－一個存在於聖樹裡的靈魂。
以下是〈Nyurgun Bootur-the-Rapid〉當中描述勇者Ai-ii bukhatyrs的段落：

他纖細又苗條的像一支矛，
他是最棒的人，
最強壯，最誠實，
他的身材像石頭般壯大，
表情嚇人，
額頭突出，
相當倔強。

## 現況
俄羅斯20世紀政治與科技的變化威脅到了歐隆克的史詩傳統，雖然自1980年代開放以來這項傳統獲得較多的關注，但日漸稀少的傳承人仍是最大的隱憂。2005年由俄羅斯申報的“歐隆克—雅庫特英雄敘事詩”被聯合國教科文組織批准列入人類口述和非物質遺產代表作名錄。